# Paweł Zygmunt (hokeista)
Paweł Tomasz Zygmunt (ur. 19 listopada 1999 w Krynicy-Zdroju) – polski hokeista, reprezentant Polski.
Syn panczenisty Pawła Zygmunta i sędzi hokeja na lodzie Katarzyny Zygmunt oraz wnuk hokeisty Ryszarda Bialika.

## Kariera
- ES Weißwasser U16 (2014-2015)
- Polonia Bytom U20 (2015-2017)
- SMS PZHL Sosnowiec U20 (2015-2017)
- SMS PZHL Sosnowiec U18 (2016/2017)
- Cracovia (2017-2019)
  -  Cracovia U20 (2017)
  -  SMS PZHL Katowice U20 (2017)
- HC Litvínov (2019-)
  -  SK Kadaň (2019/2020)
  -  HC Stadion Litoměřice (2019/2020)

Kształcił się w SMS PZHL w Sosnowcu. W barwach reprezentacji Polski do lat 18 uczestniczył w turnieju mistrzostw świata juniorów do lat 18 w 2016 (Dywizja IIA), 2017 (Dywizja IB). W barwach reprezentacji Polski do lat 20 uczestniczył w turniejach mistrzostw świata juniorów do lat 20 w 2017, 2018 (Dywizja IB). W barwach reprezentacji seniorskiej uczestniczył w turniejach mistrzostw świata edycji 2022, 2023 (Dywizja I), 2024 (Elita).
We połowie września 2017 został wypożyczony z macierzystego klubu KH KTH Krynica do Cracovii. W połowie 2019 trafił do czeskiego klubu HC Litvínov, z którym wpierw podpisał kontrakt próbny, a 14 sierpnia 2019 umowę na sezon 2019/2020. W lipcu 2021 ponownie przedłużył umowę o rok.

## Sukcesy
Reprezentacyjne
- Awans do mistrzostw świata juniorów do lat 18 Dywizji I Grupy B: 2016
- Awans do mistrzostw świata I Dywizji Grupy A: 2022
- Awans do mistrzostw świata Elity: 2023

Klubowe
- Finał Pucharu Polski: 2017 z Cracovią
- Srebrny medal mistrzostw Polski: 2019 z Cracovią

Indywidualne
- Mistrzostwa Świata Juniorów w Hokeju na Lodzie 2018/I Dywizja#Grupa B:
  - Szóste miejsce w klasyfikacji asystentów turnieju: 4 asysty[8]
- Mistrzostwa Świata Juniorów w Hokeju na Lodzie 2019/I Dywizja#Grupa B:
  - Piąte miejsce w klasyfikacji skuteczności wygrywanych wznowień w turnieju: 60,00%[9]
- Mistrzostwa Świata w Hokeju na Lodzie 2023 (I Dywizja)#Grupa A:
  - Trzecie miejsce w klasyfikacji asystentów turnieju: 5 asyst[10]